# Volva (micologia)

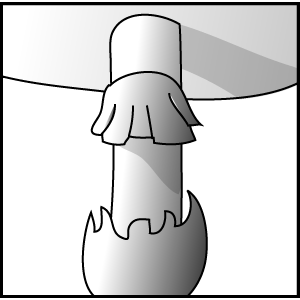
Diagramma di un velo di basidiomicete con anello e volva

In micologia, la volva è il residuo del velo universale che avvolge completamente il carpoforo, da giovane, di alcune specie di funghi (Amanite, Volvaria). 

## Caratteristiche
Di natura membranosa e tenace, la volva a maturità del fungo si rompe residuando alla base del gambo dove assume aspetti diversi. Alcuni resti a placche, o di forma verrucosa, restano talvolta, in alcuni soggetti, sulla superficie del cappello.
Della volva è utile considerare, ai fini del riconoscimento della specie, le seguenti caratteristiche:
- forma
- ampiezza
- spessore
- lunghezza
- colore

### Forma
In base alla forma, la volva si definisce:
|  | membranacea "a sacco" tipica di Amanita phalloides, Amanita caesarea, Amanita ovoidea     |
|  | membranacea "inguainante" tipica delle Amanitopsis                                        |
|  | membranacea "circoncisa" tipica di Amanita citrina, Amanita pantherina, Amanita porphyria |
|  | napiforme tipica di Amanita rubescens, Amanita spissa                                     |
|  | perlata tipica di Amanita muscaria                                                        |

## Raccolta
La volva, quando presente, rappresenta uno dei caratteri fondamentali per la determinazione di un fungo. È perciò necessario accertarne la presenza prima della raccolta al fine di prelevare il fungo nella sua interezza, pena l'incorrere in spiacevoli errori che potrebbero risultare anche mortali.